# Amadeusz z Clermont
Błogosławiony Amadeusz z Clermont albo z Hauterives, wł. Amadeusz de Clermont-Tonnere (ur. w II połowie XI wieku na zamku Hauterives, zm. 14 stycznia ok. 1150 w Bonnevaux) – zakonnik cysterski, błogosławiony Kościoła katolickiego.
Urodził się w możnej rodzinie Clermont-Tonnere (o dużej pozycji w Delfinacie, był panem Hauterive, synem Sibauda I Clermonta, pana Hauterive i uczestnika I krucjaty, i Adelajdy d'Albon. Przez matkę był spokrewniona z cesarzami Konradem III Hohenstaufem i Fryderyka I Barbarossą. Wziął za żonę Petronelę burgundzką. W 1119 roku postanowił rozpocząć ascetyczne życie i wyjechał, by zostać zakonnikiem. W wyprawie towarzyszyło mu sześciu wasali i przyszły święty, a wówczas mały syn Amadeusz. Początkowo przebywali w Bonnevaux, jednak Amadeusz niezadowolony z poziomu nauczania syna przeniósł się do Cluny i Clairvaux. Został wezwany do cesarza Henryka V, ale plany powstrzymała śmierć tego ostatniego. W 1125 roku jego syn został wyświęcony, a sam Amadeusz senior powrócił do Bonnevaux. Amadeusz założył cztery klasztory: Leoncel, Mazan, Montperoux i Tamis. Słynął z surowości życia. Zmarł 14 stycznia prawdopodobnie około 1150 roku, a więc w czasach, gdy jego syn był już biskupem Lozanny.
Jego wspomnienie liturgiczne obchodzone jest w dzienną pamiątkę śmierci, 14 stycznia. Został beatyfikowany przed 1701, kiedy już kodeksy liturgiczne wymieniają jego i syna jako błogosławionych; w tym czasie dokonano też otworzenia grobu Amadeusza juniora.